# I-19 (sous-marin)
Pour les articles homonymes, voir I19.
Le I-19 est un sous-marin japonais de type B1 ayant servi durant la Seconde Guerre mondiale dans la Marine impériale japonaise. Il fut responsable du naufrage de l'USS Wasp et de l'USS O'Brien et des dégâts infligés à l'USS North Carolina au cours de la campagne de Guadalcanal.

## Construction
Construit par Mitsubishi Heavy Industries, à Kobe au Japon, le I-19 a été mis sur cale le 15 mars 1938. Il a été lancé le 16 septembre 1939 et a été achevé et mis en service le 28 avril 1941.

## Description
Le I-19, pesant près de 2 600 tonnes en surface, était capable de plonger à 100 m, puis de se déplacer à une vitesse maximale de 8 nœuds, avec une autonomie de 96 milles nautiques à une vitesse réduite de 3 nœuds. En surface, sa portée était de 14 000 milles nautiques, développant une vitesse maximale de 23,6 nœuds. Il transportait un hydravion de reconnaissance biplace Yokosuka E14Y (connu des Alliés sous le nom de Glen), stocké dans un hangar hydrodynamique à la base de la tour de navigation (kiosque).

## Histoire de service

### Attaques au large de la Californie
Le 22 décembre 1941, le I-19 attaqua le SS H.M. Storey alors qu'il apportait du pétrole à Los Angeles. Le I-19 a poursuivi le navire pendant une heure. Puis à 2 miles au large de Point Arguello California, à 55 miles au nord de Santa Barbara, le capitaine du 'I-19, Narahara, lança trois torpilles sur le H.M. Storey, toutes manquées. Un avion de l'US Navy a vu le sous-marin et a largué des grenades sous-marines, le sous-marin a été forcé de plonger et de mettre fin à l'attaque,.

### Opération K-1
Le 23 février 1942, l'hydravion, un Yokosuka E14Y (Glen), du I-19 fit un vol de reconnaissance au-dessus de Pearl Harbor (Hawaï), en appui de l'Opération K-1, une deuxième attaque contre Pearl Harbor par la Marine japonaise. Le 4 mars, il atteignit le banc de sable de la Frégate française pour servir de balise radio relais pour les hydravions « Emily » qui étaient prévus pour l'attaque de Pearl Harbor. Finalement l'attaque fut annulée.

### Campagne des îles Aléoutiennes
Au début du mois de juin 1942, le I-19 a pris part aux premières étapes de la campagne des îles Aléoutiennes.

### Torpillage de l'USSWaspet de l'USSO'Brien
Le 15 septembre 1942, alors qu'il patrouillait au sud des Îles Salomon au cours de la campagne de Guadalcanal, le I-19 eut un contact visuel et attaqua le porte-avions américain Wasp, en tirant six torpilles. Deux torpilles atteignirent le Wasp causant de lourds dégâts, touchant notamment les réserves de carburant. Avec la propulsion mise hors d'usage par les dégâts causés par les torpilles, les brigades de sécurité (en) du Wasp furent incapables de contenir les incendies déclenchés et le navire fut finalement abandonné et sabordé,. Trois torpilles de la même salve, souvent abusivement attribuées à un second sous-marin japonais[réf. nécessaire], touchèrent le cuirassé USS North Carolina, pour l'une, ainsi que le destroyer USS O'Brien pour une deuxième, tandis que la troisième poursuivait sa course jusqu'à épuisement de son carburant. L'USS O'Brien sombra un peu plus tard en chemin pour réparer le 19 octobre 1942. Des dégâts significatifs furent infligés au North Carolina, l'obligeant à rester en réparation à Pearl Harbor jusqu'au 16 novembre 1942. Au bout du compte, cette unique salve de torpilles qui coula un porte-avion, un destroyer et endommagea lourdement un cuirassé fut par conséquent l'une des plus destructrices de l'histoire.

### Fidji
Entre avril et septembre 1943, le I-19 fut stationnée au large des Fidji. Pendant cette période, le sous-marin, sous le commandement de Kinashi Takakazu, a coulé deux cargos alliés et en a fortement endommagé un. Après avoir coulé l'un des navires - le SS William K. Vanderbilt- le 16 mai 1943, le I-19 fit surface et mitrailla les membres d'équipage survivants dans leurs canots de sauvetage, tuant l'un d'entre eux, constituant un crime de guerre.

### Perte
Le 25 novembre 1943, à 20h49, à 50 milles nautiques (93 km) à l'ouest de l'île Makin, le destroyer USS Radford détecte le I-19 en surface avec un radar. Après que le I-19 ait plongé, le Radford l'a attaqué avec des grenades sous-marines. Le I-19 a été perdu avec tout l'équipage dans cette attaque.